# 5月6日
5月6日是陽曆一年的第126天（闰年是127天），离一年的结束还有239天。

## 大事记

### 19世紀以前
- 1527年：神圣罗马帝国皇帝查理五世的军队成功占领并洗劫教宗国首都罗马，意大利文艺复兴结束。
- 1536年：英国国王亨利八世下令翻译《圣经》，使每个教堂都能拥有英文版《圣经》。
- 1682年：法国国王路易十四将原先的宫廷与政府从巴黎罗浮宫迁往西南郊区凡尔赛的凡尔赛宫。
- 1757年：七年战争：布拉格战役，普鲁士大败奥地利。
- 1782年：甫剛登基的泰國國王拉瑪一世下令在曼谷興建作為王室官邸的曼谷大皇宮。

### 19世紀
- 1840年：英国正式启用票面印有维多利亚女王头像的黑便士邮票，成为世界上首枚邮票。
- 1857年：不列颠东印度公司解散孟加拉土著步兵第34团，直接引发印度民族起义。
- 1860年：朱塞佩·加里波第的红衫军从热那亚起航远征两西西里王国。
- 1861年：南北战争：阿肯色州脱离联邦。
- 1863年：南北战争：钱斯勒斯维尔战役，石墙杰克逊领导的南方邦联军大捷。
- 1882年：美国总统切斯特·艾伦·亚瑟签署《排华法案》，禁止华人劳工入境移民至美国。
- 1889年：埃菲尔铁塔于世界博覽會上正式对外开放。

### 20世紀
- 1910年：英国国王乔治五世登基。
- 1935年：罗斯福新政：公共事业振兴署成立，旨在实施救济，兴办公共工程，解决失业问题。
- 1937年：德国兴登堡号飞船在美国纽泽西州海军航空站准备降落时起火焚毁，造成36人死亡。
- 1941年：美國演藝人員鲍勃·霍普在聯合服務組織首次演出，隨後以數部百老匯音樂劇聞名。
- 1942年：二戰：最后一批驻菲律宾的美军向日本军投降。
- 1945年：二戰布拉格攻勢：二戰欧洲战场东方战线中最后一次大规模会战。德國即將戰败，日本宣佈廢棄德、日、意三國同盟條约（軸心國）。
- 1949年：国共内战：中國人民解放軍開始包圍上海。
- 1954年：英国运动员罗杰·班尼斯特在牛津大学举行的比赛中成为首个突破1英里跑4分钟大关的人。
- 1960年：英女王伊丽莎白二世的妹妹玛格丽特公主大婚。
- 1967年：香港新蒲崗塑膠花廠的工人因劳资纠纷而罢工，并与防暴警察发生冲突，引发六七暴動。
- 1976年：意大利北部大地震（英语：1976 Friuli earthquake），近千人死亡。
- 1981年：华裔设计师林璎的越战纪念碑设计方案获得采纳。
- 1982年：香港九廣鐵路局完成首期鐵路電氣化改革工程，該工程由九龍（紅磡）站至沙田站 (香港)，電氣化後近郊線共途經5個車站，分別是九龍（紅磡）、旺角（旺角東）、九龍塘、大圍及沙田。
- 1987年：中国黑龙江省大兴安岭地区发生森林大火，导致193人死亡。
- 1994年：在历经长达6年的兴建后，横穿英吉利海峡、连接英国和法国的英法海底隧道正式通车。
- 1994年：美国总统比尔·克林顿与马来西亚首相马哈迪·莫哈末在白宮会面。
- 1997年：英倫银行正式脱离政府行政干预，这是其300多年历史的一次本质性改变。

### 21世紀
- 2001年：人类第一个太空游客安全返回地球。
- 2002年：法国总理让-皮埃尔·拉法兰上任。
- 2012年：法国社会党候选人弗朗索瓦·奥朗德在总统选举第二轮投票中获胜，当选为新一任法国总统。
- 2013年：阿曼達·貝瑞從關押她的人阿里爾·卡斯楚在俄亥俄州克利夫蘭的家中逃出，她和另外兩名婦女被關押在那裡長達十年之久。
- 2014年：广州火车站暴力袭击事件发生。
- 2022年：港鐵東鐵綫中期翻新列車全面退役。
- 2023年：查爾斯三世和卡蜜拉王后加冕禮在英國倫敦西敏寺舉行。

## 出生
- 973年：亨利二世，神聖羅馬皇帝（1024年逝世）
- 1397年：朝鮮世宗李祹，朝鮮國國王（1450年逝世）
- 1501年：教宗才祿二世，羅馬主教（1555年逝世）
- 1574年：教宗依諾增爵十世，羅馬主教（1655年逝世）
- 1758年：马克西米连·罗伯斯庇尔，法國政治家（1794年逝世）
- 1758年：安德烈·馬塞納，法國元帥（1817年逝世）
- 1824年：德川家定，日本江戶幕府第13代征夷大將軍（1858年逝世）
- 1838年：中岡慎太郎，日本幕末維新志士（1867年逝世）
- 1856年：西格蒙德·弗洛伊德，奥地利心理学家（1939年逝世）
- 1861年：莫逖拉尔·尼赫鲁，早期印度独立运动领袖（1931年逝世）
- 1868年：尼古拉二世，俄罗斯帝国沙皇（1918年逝世）
- 1868年：加斯东·勒鲁，法国作家（1927年逝世）
- 1871年：维克多·格林尼亚，法国化学家（1935年逝世）
- 1875年：威廉·D·李海，美國海軍上將（1959年逝世）
- 1880年：恩斯特·路德維希·克爾希納，德國表現主義畫家（1938年逝世）
- 1882年：威廉，德意志帝国末代皇储（1951年逝世）
- 1892年：磯田謙雄，日本水利工程師（1974年逝世）
- 1893年：張李德和，台灣文學家（1972年逝世）
- 1900年：大衛·艾爾曼，美國催眠師（1967年逝世）
- 1904年：哈里·马丁松，瑞典作家、诗人（1978年逝世）
- 1912年：阮輝想，越南小說家、劇作家（1960年逝世）
- 1915年：奧森·威爾斯，美國電影導演、編剧、演員（1985年逝世）
- 1915年：白修德，美國新聞記者、歷史學家、小說家（1986年逝世）
- 1916年：羅伯特·H·迪克，美國物理學家（1997年逝世）
- 1920年：卡米塞塞·马拉，斐濟政治人物，首任斐濟總理及第2任斐濟總統（2004年逝世）
- 1929年：保罗·劳特伯，美国化学家（2007年逝世）
- 1931年：威利·梅斯，美國職業棒球運動員（2024年逝世）
- 1934年：理查·謝爾比，美國政治人物，現任阿拉巴馬州聯邦參議員。
- 1936年：康丁，台灣藝人（2011年逝世）
- 1939年：肯尼思·哈特利·布蘭查德，美國作家、商業顧問、演說家
- 1941年：伊維卡·奧西姆，波赫足球教練（2022年逝世）
- 1942年：林海峰，台灣旅日圍棋選手
- 1943年：詹姆斯·特瑞爾，美國當代藝術家
- 1947年：方剛，香港男演員（2025年逝世）
- 1947年：羅納德·李維斯特，美國密碼學家
- 1950年：中野良子，日本女演员
- 1952年：张召忠，中国人民解放军海军少将
- 1952年：向井千秋，日本太空人、外科醫生
- 1953年：，英國政治人物，曾任英國首相
- 1956年：李察·威克，美國編劇、製片人、演員、導演
- 1958年：萊拉·喬罕，巴基斯坦女外交官
- 1959年：馬兆駿，台灣男歌手、詞曲創作人（2007年逝世）
- 1961年：，美國演員、導演、編劇
- 1965年：詹瑞文，香港演員、導演、編劇
- 1965年：吉田美和，日本女性創作歌手，DREAMS COME TRUE成員
- 1968年：野嶋剛，日本新聞工作者、作家
- 1972年：高橋尚子，日本女子田徑運動員
- 1972年：亚历山大·扬科维奇，现任中国国家足球队主教练
- 1972年：馬丁·布羅德，加拿大男子冰球運動員
- 1974年：丁子峻，香港演員
- 1974年：鄧健泓，香港演員、歌手
- 1975年：劉偉恒，香港主持人
- 1976年：劉威葳，中國女演員
- 1978年：托尼·埃斯唐蓋，法國男子皮划艇運動員
- 1980年：張誌家，台灣旅日棒球選手（2024年逝世）
- 1980年：，巴西足球运动员
- 1981年：謝娜，中國主持人
- 1982年：曹方，中國女歌手
- 1983年：黃明志，馬來西亞歌手
- 1983年：慧卡·芝瑪曼，巴西模特儿
- 1983年：丹尼尔·阿尔维斯，巴西職業足球運動員
- 1985年：，美国NBA球星
- 1986年：權赫秀，韓國演員
- 1987年：焦俊艳，中國女演員
- 1987年：常思思，中國女歌手
- 1987年：湯洛雯，香港女演員
- 1987年：文瑾瑩，韓國女演員
- 1987年：德賴斯·梅滕斯，比利時職業足球運動員
- 1988年：左立，中國男歌手
- 1990年：工藤壯人，日本職業足球運動員（2022年逝世）
- 1990年：盧卡斯·艾斯賓杜拿·達施華，巴西職業足球運動員
- 1991年：舒子晨，台灣女藝人、主持人、演員
- 1991年：安恩眞，韓國女演員
- 1991年：游蕙禎，香港前立法會議員，民主人士
- 1992年：邊伯賢，韓國男子偶像團體EXO成員
- 1993年：金多順，韓國女子偶像團體SISTAR成員
- 1993年：娜歐蜜·史考特，英国女演員
- 1994年：马特奥·科瓦西奇，克羅埃西亞足球員
- 1995年：田亞霍，台灣歌手
- 1995年：佐藤舞，日本女性聲優
- 1995年：馬克·皮亞卡，克羅埃西亞足球員
- 1997年：八木勇征，日本LDH事務所旗下FANTASTICS from EXILE TRIBE主唱
- 1998年：金始炫，韓國男歌手
- 1998年：李歡喜，韓國男子偶像團體UP10TION成員
- 2002年：科爾·帕爾默，英格蘭職業足球運動員
- 2019年：索塞克斯的亞契王子，英國王室成員

## 逝世
- 223年： 曹仁，三國曹魏著名將領（168年出生）
- 680年： 穆阿维叶一世，阿拉伯帝國倭马亚王朝的创建者（606年出生）
- 850年：仁明天皇，日本第54代天皇（810年出生）
- 1757年：查爾斯·斐茲洛伊，英國貴族，第二代葛拉夫頓公爵（1683年出生）
- 1757年：库尔特·冯·施维林（英语：Kurt Christoph Graf von Schwerin），普鲁士元帅（1684年出生）
- 1795年：彼得·博達爾特，荷蘭醫生、博物學家（1733年出生）
- 1796年：阿道夫·克尼格，德國作家、共濟會和光照派主要成員（1752年出生）
- 1840年：弗朗西斯科·德保拉·桑坦德尔，哥伦比亚独立运动领袖（1792年出生）
- 1859年：亚历山大·冯·洪堡，德國科學家、自然地理学家，近代气候学、植物地理学、地球物理学的创始人之一（1769年出生）
- 1862年：亨利·戴维·梭罗，美国哲学家、作家（1817年出生）
- 1867年：蘇格拉底·尼爾森，美國商人、政治家、拓荒先鋒（1814年出生）
- 1872年：喬治·羅伯特·格雷，英國動物學家、作家（1808年出生）
- 1877年：約翰·盧德維格·魯內貝里，芬蘭民族詩人（1804年出生）
- 1884年：猶大·班傑明，美國政治家，史上首位在北美洲當上內閣官員的猶太人（1811年出生）
- 1910年：爱德华七世，英國國王（1841年出生）
- 1911年：勒內·瓦隆，法國飛行員（1880年出生）
- 1919年：李曼·法蘭克·鮑姆，美國作家、演員、報紙編輯（1856年出生）
- 1928年：默特爾·科爾賓，美國雜耍演員，擁有四條腿（1868年出生）
- 1938年：維克多·卡文迪許，英國貴族、政治家，第九代德文郡公爵，第11任加拿大總督（1868年出生）
- 1946年：阿尔西德斯·阿格达斯，玻利维亚政治人物、作家、历史学家（1879年出生）
- 1949年：莫里斯·梅特林克，比利时诗人、剧作家、散文家，1911年諾貝爾文學獎得主（1862年出生）
- 1950年：艾格尼丝·史沫特莱，美國女記者、作家（1892年出生）
- 1951年：埃利·嘉当，法國數學家（1869年出生）
- 1952年：马利亚·蒙特梭利，意大利教育家（1870年出生）
- 1963年：西奧多·馮·卡門，匈牙利裔美國工程師、物理學家（1881年出生）
- 1967年：周作人，中國文學家（1885年出生）
- 1984年：南海十三郎，香港粵劇劇作家（1910年出生）
- 1987年：白燕，香港資深電影演員（1920年出生）
- 1992年：玛莲娜·迪特里茜，德裔美国演员兼歌手（1901年出生）
- 2013年：朱利奥·安德烈奥蒂，義大利政治人物（1919年出生）
- 2021年：三浦建太郎，日本漫畫家（1966年出生）
- 2023年：維達·布魯，美國職業棒球運動員（1949年出生）
- 2024年：茱蒂·德夫林，英格蘭女子羽球運動員（1935年出生）
- 2025年：約瑟夫·奈伊，美國政治學家（1937年出生）

## 节假日和习俗
- 國際不節食日（英语：International No Diet Day）
- 丹麦：咖啡日
- 牙买加：教師節
- 保加利亚：圣乔治节
- 黎巴嫩、 叙利亚：烈士節（英语：Martyrs' Day (Lebanon and Syria)）